# 3009 Coventry
3009 Coventry è un asteroide della fascia principale del diametro medio di circa 6,08 km. Scoperto nel 1973, presenta un'orbita caratterizzata da un semiasse maggiore pari a 2,1967546 UA e da un'eccentricità di 0,2045468, inclinata di 4,55748° rispetto all'eclittica.
L'asteroide è dedicato alla città del Regno Unito Coventry.